# Weka (software)
Weka (Waikato Environment for Knowledge Analysis) is vrije datamining-software geschreven in Java. Het is ontwikkeld aan de Universiteit van Waikato te Nieuw-Zeeland en het is beschikbaar onder de GNU General Public License.
Weka is een werkomgeving voor het uitvoeren van de benodigde stappen bij datamining, waaronder het voorbewerken van de data en het opbouwen van een voorspellend model. Het bevat algoritmen en hulpmiddelen voor clusteranalyse, classificatie, regressie-analyse, visualisatie en feature selection (het selecteren van attributen / variabelen).
De eerste versie van Weka was bedoeld als werkomgeving en niet zozeer voor wetenschappelijke doeleinden. De huidige versie van Weka in Java wordt voor allerlei doeleinden gebruikt, waaronder onderwijs en onderzoek.

## Geschiedenis
De eerste versie was een frontend geschreven in Tcl/Tk voor al bestaande dataminingalgoritmen, gecombineerd met algoritmen in C voor voorbewerking van de data. Het uitvoeren van experimenten werd gedaan met behulp van makefiles. De ontwikkeling hiervan begon in 1993. In 1997 werd besloten Weka geheel te herschrijven in Java.
In 2005 ontving Weka de SIGKDD Data Mining and Knowledge Discovery Service Award.